# Bubnjarci

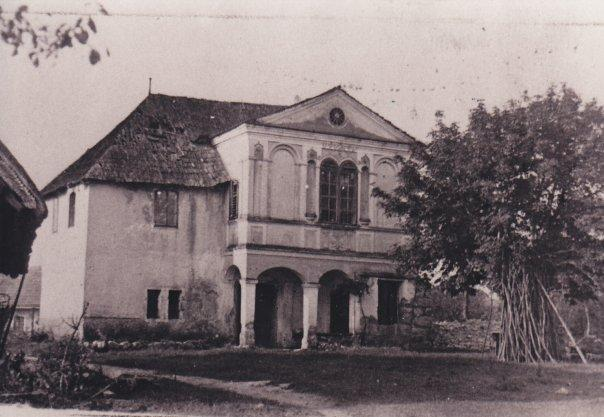
Schloss Bubnjarci

Bubnjarci (bis 1918 Sankt Kosma und Damian) ist ein Dorf in Kroatien an der slowenischen Grenze. Der Name Bubnjarci (kroat. bubnjar=Trommler) stammt aus dem 15./16. Jahrhundert, als die Einwohner den Rittern von Ozalj und Ribnik im Kampf gegen die Türken als Trommler dienten. Der Name Bubnjarački Brod für den von Bukovac bis Žakanje reichenden Gebietsteil stammt aus dem 16. Jahrhundert. Das Herrenhaus über Bubnjarci gleichen Namens wurde im 15. Jahrhundert erstmals erwähnt. In dieser Zeit war es eines der bedeutendsten Schlösser Kroatiens. Sein genauer Standort ist bekannt Franziszeischer Kataster, nur über den Zeitpunkt der Errichtung liegen keine Nachweise vor.
Das Schloss mit seinen 178 Ländereien, zuletzt im Besitz der Matilda Nemicič, wurde am 12. September 1895 versteigert und von der 1. Niederkrainschen Privatbank Metlika, gegründet 1874, erworben.

## Geographische Lage
Bubnjarci liegt in unmittelbarer Nähe des Flusses Kupa (Kulpa), der dort Grenzfluss zu Slowenien ist, nahe dem slowenischen Metlika. Bereits im 12. Jahrhundert bildete die Kupa schon die Grenze zwischen Kranjska (Krain) und Kroatien.

## Geschichte
Bubnjarci gehörte seit dem 14. Jahrhundert zur damaligen Gemeinde Lipnik, heute Ribnik. Diese umfasste bereits im Jahr 1418 25 Dörfer mit 4784 Seelen. Eingraviert ist dies in die Kirchenglocke von Ribnik. Da der Weg nach Ribnik jedoch viel zu weit war, wurde die heilige Messe in Metlika in der Krain besucht.

## Eisenbahngeschichte
Durchschnitten wird der Teil zur Kupa durch die Eisenbahnverbindung, die – im Zuge des Straßenneubaus nach Karlovac – von Ljubljana (Laibach) bis Novo mesto (Rudolfswert) 1913 und bis nach Karlovac 1914 ausgebaut wurde. Ursprünglich sollte diese Verbindung vom Knotenpunkt Bubnjarci (12 Verschiebegleise) bis nach Dubrovnik weiter gebaut werden, jedoch beendete der Niedergang der Österreichischen Monarchie 1918 diese Pläne. Heute verkehren hier die zweiachsigen Schienenbusse der alten DB-Baureihe 795 zwischen Metlika (Möttling) und Karlovac (Karlstadt).

## Persönlichkeiten
Franjo Herendic, ein reicher Edelmann, besaß im 16. Jahrhundert das Gut Bubnjarci, dessen Grundbesitz bis an Žakanje angrenzte. Daher der Name Bubnjarački Brod. Petar Lukic, geboren in Trg, ein Edelmann, der den angrenzenden Grundbesitz nach Ribnik hatte, verbreitete in dieser Zeit den lutherischen Glauben. Herendic war mit Lukic so gut befreundet, dass er 1579, als er sein Testament bestimmte, Lukic als Zeuge anwesend haben wollte ("i Lukic Petar predykator").
Zuletzt befand sich Bubnjarci im Besitz der Matilda Nemicič, geb. Haus, verwitwete Šuflaj. Diese war vorher mit Žiga Šuflaj, dem Sohn des Filip Aleksandar Šufflaj (* 12. Februar 1796 in Samobor, † 22. November 1882 in Brlog), verheiratet. Zuletzt war sie verheiratet mit Milan Nemicič.
Filip Aleksandar Šufflaj hatte bereits 1838 das Schloss Brlog gekauft und 1859 das Gut Bubnjarci erworben.
Das alte Grab von Žiga Šufflaj ist noch im Friedhof von Bubnjarci zu sehen und wurde 2015 aufwändig renoviert. Hier sind ebenfalls begraben Daniel Šufflaj, der Vater von Žiga sowie Žigas Schwiegermutter Marija Haus.
Der Verwalter des Schlosses Bubnjarci ab 1832 war Jože Matije Haus (* 2. September 1807, † 1859).
Dieser war der Vater des einzigen k.u.k. Großadmirals, Anton Freiherr von Haus.
Der Grabstein der Mutter, Marija Haus, geb. Walter, der Tochter des berühmten Malers Franz Walter aus Slovenj Gradec in Tolmin (* 28. Oktober 1817 in Mähren, † 3. März 1892), steht noch auf dem Friedhof in Bubnjarci.
Beigesetzt wurde der Admiral, der in Tolmin geboren wurde, jedoch bis 1859 in Bubnjarci aufwuchs, in Wien.
Verheiratet war er mit der Tochter seiner Tante, Anna Karoline Trenz (Nettie), geboren in Drašković (* 24. Mai 1857, † 6. Mai 1924), als Tochter des Grafen Ferdinand Trenz.
Admiral Haus war dadurch ebenso der Onkel von Ana Kessler, die mit dem großen slowenischen Dichter Oton Župančič verheiratet war, als auch von Vera Albreht.
Haus hatte noch 2 Geschwister (Matilda und Katharina) und einen älteren Bruder (Gustav); er war das 3. Kind. Die jüngste Schwester, die Komponistin Katharina von Escherich (Kitty) (* 25. November 1855 in Varaždin, † 4. Oktober 1916 in Wien), war verheiratet mit Gustav von Escherich, Professor der Mathematik in Wien.
Ein berühmter Enkel von Anton Haus ist Freiherr Hermann A. Haus († 2003 in Lexington).
Anton Haus und seine Familie wurden 1918 (posthum) in den Freiherrenstand (von Hohernwart) erhoben.

## Sehenswürdigkeiten
Sehenswert ist die 1753 fertiggestellte, weithin sichtbare barocke Kapelle Sveti Križ mit ihrem alten Friedhof. In der Kapelle befinden sich zwei seitliche, historisch sehenswerte Altare aus dem Jahre 1830. Zurzeit wird diese von den Einwohnern mit einem neuen Kupferdach und neuer Fassade aufwändig renoviert. Erwähnt wurde die Kapelle erstmals 1688, war jedoch ohne Glockenturm mit Eingangsbereich errichtet worden. Bereits vor Gründung der Kirchengemeinde Zupe Žakanje gehörte Bubnjarci als Kirchengemeinde zu Lipnik.
Zu sehen ist heute auch noch der alte Wasserturm der k.u.k.Eisenbahn, der befeuert wurde, um die vielen Dampflokomotiven mit Warmwasser zu befüllen. An verschiedenen Stellen kann man noch die zwölf Rangier- und Wendegleise erahnen, die längs der Kupa Richtung Flussübergangsbrücke verlegt waren. Das alte und mittlerweile baufällige Bahngebäude deutet heute noch auf die damalige rege Zeit um 1900 in Bubnjarci hin.

## Sonstige Ereignisse
Die Schule in Bubnjarci wurde 1922 eröffnet. Bereits wenige Jahre darauf, 1925, wurde die Freiwillige Feuerwehr (DVD) Bubnjarci gegründet.
Im Jahre 2000 begründete man den Sportverein (SD) Bubnjarci, und 2009 den "Kulturverein Bubnjarci".

## Firmen
- ARM d.o.o., Bubnjarci 38
- Gataric, Bubnjarci 1h
- GBB d.o.o, Bubnjarci 1j
- Impeks d.o.o, Bubnjarci 75

## Umliegende Ortschaften bis 6 km Entfernung
- Božakovo, Slowenien, 45° 39′ N, 15° 22′ O; 0,8 km N
- Rosalnice, Slowenien, 45° 40′ N, 15° 21′ O; 2 km NW
- Drasici, Slowenien, 45° 40′ N, 15° 22′ O; 2,5 km N
- Restovo, Kroatien, 45° 38′ N, 15° 23′ O, 2,6 km SO
- Jurovski Brod, Kroatien, 45° 38′ N, 15° 20′ O; 3,3 km SW
- Veliki Vrh, Kroatien, 45° 38′ N, 15° 24′ O; 3,5 km SO
- Mali Vrh, Kroatien, 45° 38′ N, 15° 24′ O; 3,5 km SO
- Kamanje, Kroatien, 45° 38′ N, 15° 24′ O; 3,6 km SO
- Metlika, Slowenien, 45° 39′ N, 15° 19′ O; 4 km W
- Radovica, Slowenien, 45° 41′ N, 15° 21′ O; 4,2 km NNW
- Boldraz, Slowenien, 45° 41′ N, 15° 21′ O; 4,3 km NNW
- Stojavnica, Kroatien, 45° 41′ N, 15° 23′ O; 4,4 km NNO
- Gornji Lovic, Kroatien, 45° 40′ N, 15° 25′ O; 4,5 km ONO
- Krizevska Vas, Slowenien, 45° 38′ N, 15° 19′ O; 4,5 km WSW
- Vivodina, Kroatien, 45° 41′ N, 15° 24′ O; 4,6 km NO
- Lijesce, Kroatien, 45° 41′ N, 15° 19′ O; 5,2 km NW
- Police-Pirisce, Kroatien, 45° 38′ N, 15° 26′ O; 5,2 km OSO
- Bratovanci, Kroatien, 45° 38′ N, 15° 26′ O; 5,2 km OSO
- Primostek, Kroatien, 45° 38′ N, 15° 18′ O; 5,3 km WSW
- Kašt, Kroatien, 45° 42′ N, 15° 22′ O; 5,6 km N
- Breznik Žakanjski, Kroatien, 45° 36′ N, 15° 22′ O; 5,6 km S
- Žakanje, Kroatien, 45° 36′ N, 15° 21′ O; 5,7 km SSW
- Bojanja Vas, Slowenien, 45° 42′ N, 15° 20′ O; 6 km NNW